# Andres Jasson
Andres Jasson (Greenwich, 17 gennaio 2002) è un calciatore statunitense, attaccante dell'Aalborg.

## Carriera
Cresciuto nel settore giovanile del New York City, il giovane centrocampista fa richiesta per entrare nella squadra di calcio dell'Università di Yale. La richiesta viene accolta ma la stagione sportiva viene rimandata a causa della pandemia di COVID. Il 19 novembre 2020, la giovane ala della squadra newyorchese esordisce in CONCACAF Champions League nella sconfitta per 4-0 contro il Tigres UANL, subentrando negli ultimi venti minuti di gioco.
Il 18 aprile 2021 esordisce con il NY City in Major League Soccer contro il D.C. United, entrando in campo al 71º minuto di gioco; per il resto della stagione diviene membro fisso della rosa e entra spesso in campo negli ultimi minuti di partita, arrivando a collezionare in totale 20 presenze durante la stagione regolare. Qualificatisi ai play-off, Jasson subentra nell'ultimo minuto di gioco contro Atlanta United, partita valida per il turno preliminare.

## Statistiche

### Presenze e reti nei club
Statistiche aggiornate al 9 marzo 2022.
| Stagione             | Squadra              | Campionato           | Campionato | Campionato | Coppe nazionali | Coppe nazionali | Coppe nazionali | Coppe continentali | Coppe continentali | Coppe continentali | Altre coppe | Altre coppe | Altre coppe | Totale | Totale |
| Stagione             | Squadra              | Comp                 | Pres       | Reti       | Comp            | Pres            | Reti            | Comp               | Pres               | Reti               | Comp        | Pres        | Reti        | Pres   | Reti   |
| -------------------- | -------------------- | -------------------- | ---------- | ---------- | --------------- | --------------- | --------------- | ------------------ | ------------------ | ------------------ | ----------- | ----------- | ----------- | ------ | ------ |
| 2020                 | New York City        | MLS                  | -          | -          |                 | -               | -               | CCL                | 1                  | 0                  |             | -           | -           | 1      | 0      |
| 2021                 | New York City        | MLS                  | 21         | 0          |                 | -               | -               |                    | -                  | -                  |             | -           | -           | 21     | 0      |
| 2022                 | New York City        | MLS                  | 2          | 0          |                 | -               | -               | CCL                | 2                  | 0                  |             | -           | -           | 4      | 0      |
| Totale New York City | Totale New York City | Totale New York City | 23         | 0          |                 | -               | -               |                    | 3                  | 0                  |             | -           | -           | 26     | 0      |
| Totale carriera      | Totale carriera      | Totale carriera      | 23         | 0          |                 | -               | -               |                    | 3                  | 0                  |             | -           | -           | 26     | 0      |

## Palmarès

### Competizioni nazionali
- Campionato MLS: 1

New York City: 2021